# Aeroportul Akwa Ibom
Aeroportul Akwa Ibom (IATA: QUO, ICAO: DNAI) este un aeroport din Okobo⁠(d), Statul Akwa Ibom, Nigeria ce deservește zona Uyo.
Situat la o altitudine de 52 m, aeroportul dispune de 1 pistă.

## Infrastructură

### Piste
Aeroportul dispune de o singură pistă. Pista are orientarea 03/21. 